# Perizoma flavofasciata
Thảm cát (Perizoma flavofasciata) là một loài bướm đêm thuộc họ Geometridae. Nó được tìm thấy ở hầu hết châu Âu và miền bắc Châu Phi.
Loài bướm này bay từ cuối tháng 5 đến đầu tháng 8.